# ۷۰۱۴ نیچه
سیارک ۷۰۱۴ نیچه (به انگلیسی: 7014 Nietzsche، نامگذاری:1989GT4) هفت هزار و چهاردهمین سیارک کشف شده‌است که در ۳ آوریل ۱۹۸۹ کشف شد.
قدر مطلق سیارک برابر ۱۴٫۰۰ است.
این سیارک به افتخار فردریش نیچه فیلسوف آلمانی نام گذاری شده‌است.